# (5749) 1991 FV
1991 أف في (ويعرف أيضًا باسم (5749) 1991 أف في وفق تسمية الكوكب الصغير) (بالإنجليزية: 1991 FV)‏ هو كويكب ضمن حزام الكويكبات؛ وترتيبه 5749 من حيث الاكتشاف.
اكتُشف هذا الجُرم الفلكي بواسطة اليانور إف. هيلين في 17 مارس 1991.

## وصلات خارجية
- (5749) 1991 FV في قاعدة بيانات مختبر الدفع النفاث لأجرام النظام الشمسي الصغيرة

- الاكتشاف · مخطط المدار ·  العناصر المدارية · المعلمات المادية

- (5749) 1991 FV على موقع ويكي سكاي: DSS2, SDSS, GALEX, IRAS, Hydrogen α, X-Ray, Astrophoto, Sky Map, Articles and images